# Cranachgruft

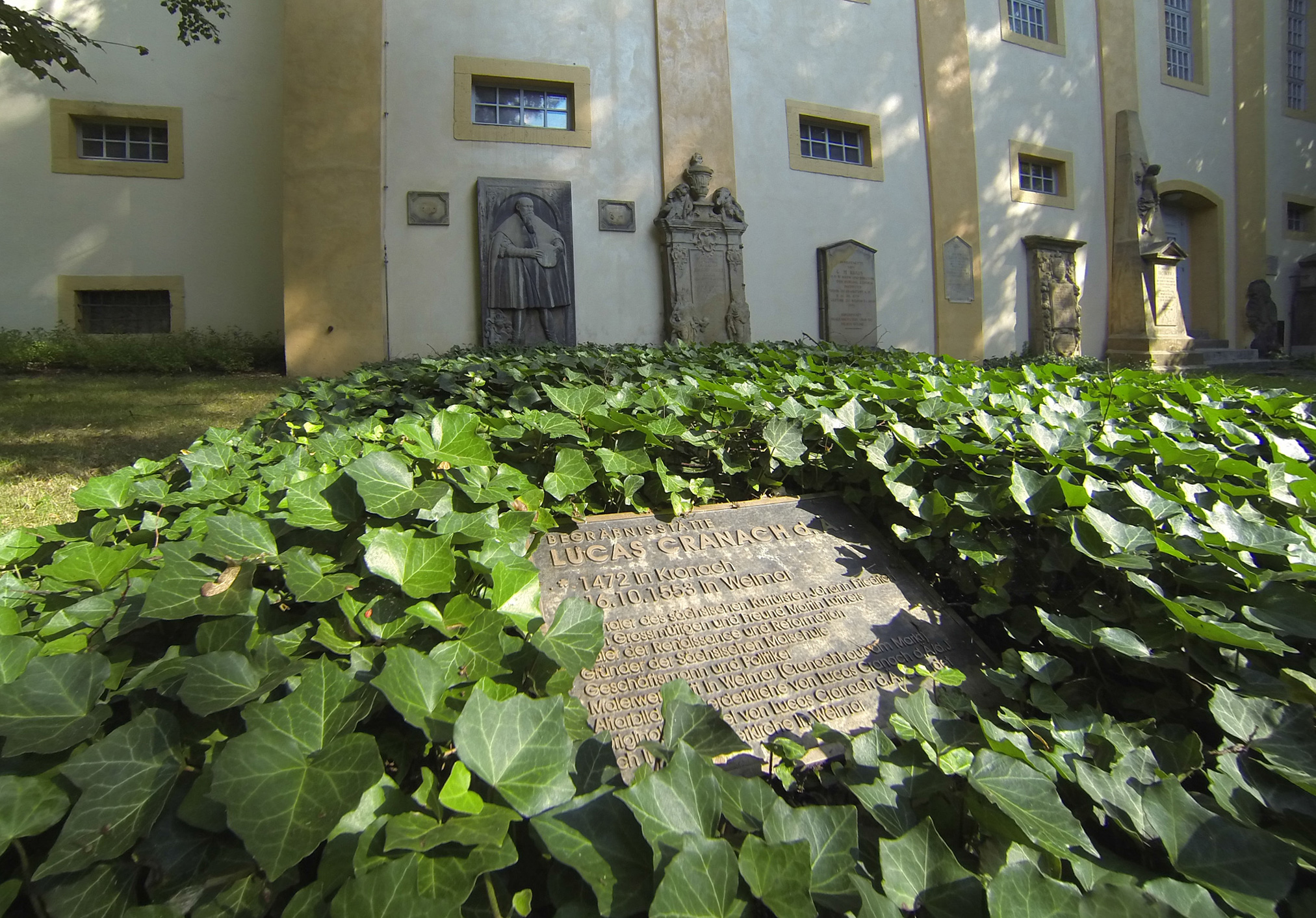
Das Grab von Lucas Cranach d. Ä. und anderen auf dem Jacobsfriedhof in Weimar 2013

Die sogenannte Cranachgruft liegt an der Südseite der Weimarer Jakobskirche, wo auch Lucas Cranach d. Ä. sowie weitere 35 Persönlichkeiten beigesetzt wurden, darunter die Maler Georg Melchior Kraus, Ferdinand Jagemann und Johann Friedrich Löber bzw. Johann Ernst Rentzsch (der Jüngere). Die Grabsteine befinden sich an der Kirchenwand. Die Cranachgruft ist Weimars ältestes Erbbegräbnis. Cranachs Stein ist eine Kopie entstanden nach 1859. Die Originalplatte lag dort ursprünglich auf der Gruft und wurde 1767 an der Kirchenwand befestigt, gelangte dann aus konservatorischen Gründen in die Herderkirche. Weil so viele Maler darin bestattet wurden, erhielt sie im Volksmund auch den Beinamen Malergruft.
Die nicht sichtbare Grabstätte ist 9 Meter lang und 6 Meter breit. (Andere Angaben liegen bei einer Breite von 4,5 Metern.) Drei Söhne Kurfürst Friedrichs des Großmütigen ließen das Ehrengrab für Cranach errichten. Sie reicht von der linken Seite des Südeinganges des Langhauses bis zu dessen Ende und hatte eine Tiefe, dass ein Geistlicher, wenn er auf der Kanzel stand, die Verstorbenen einsegnen konnte. Die Cranachgruft hatte mehrere Besitzer. Als letzter Maler wurde darin Ferdinand Jagemann 1820 beigesetzt, jedoch weitere Familienmitglieder bis 1843. Die letzte Beisetzung in der Cranachgruft war die des Archidiakonus Johann Gottfried Zunckel am 25. Juli 1843. Danach wurde sie verschlossen und ist seither als solche nicht mehr sichtbar. Dazu ließ man die Särge mit feinem Leinentuch abdecken und verfüllte die Hohlräume mit Kies. Es existiert eine Skizze der Anordnung der Särge.